# Austrolejeunea conchophylla
Austrolejeunea conchophylla är en bladmossart som först beskrevs av Riclef Grolle, och fick sitt nu gällande namn av Tamás Pócs. Austrolejeunea conchophylla ingår i släktet Austrolejeunea och familjen Lejeuneaceae. Inga underarter finns listade i Catalogue of Life.